# Călătorie

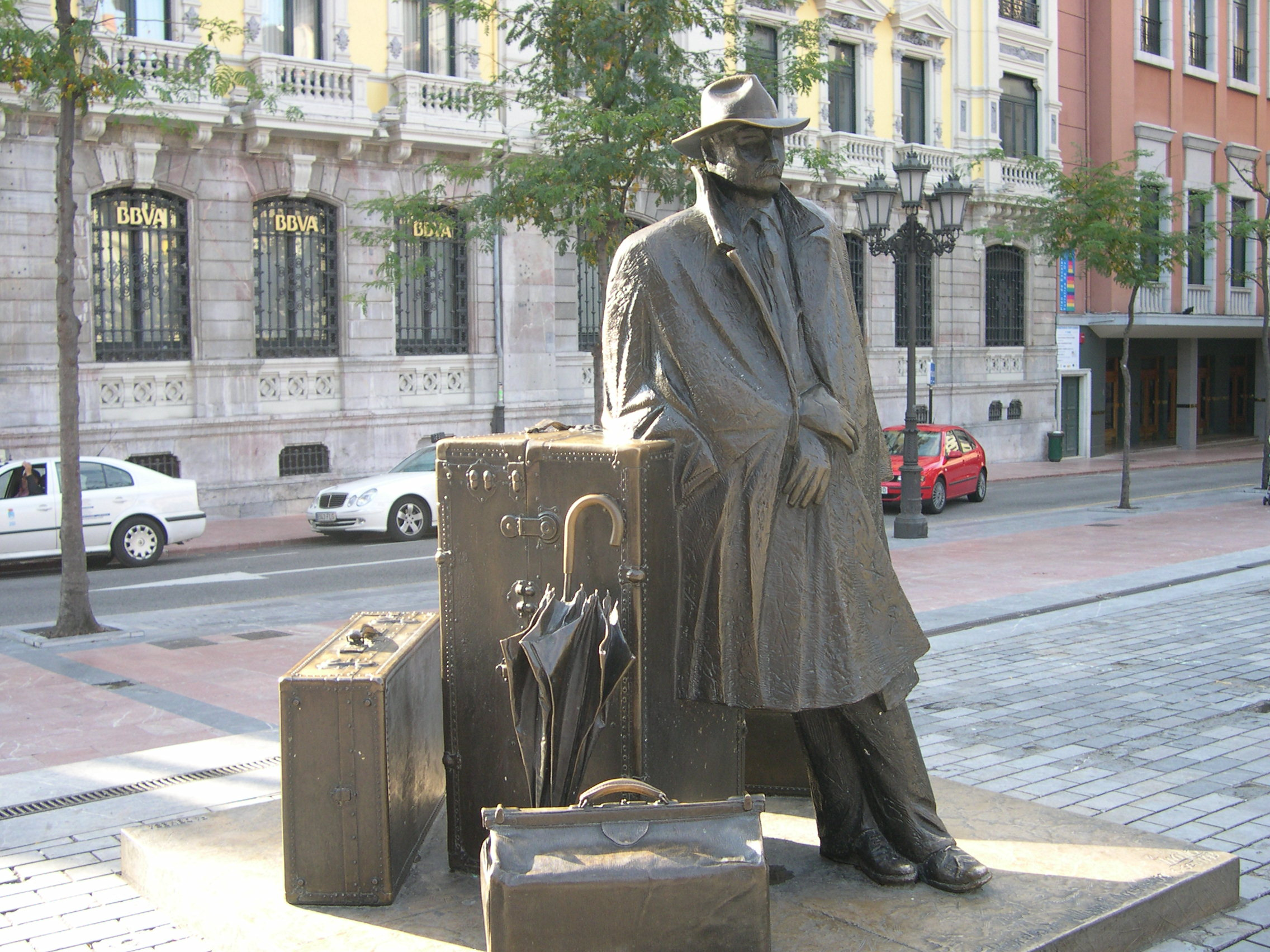
O statuie dedicată călătorilor, din Oviedo, Spania.

Călătoria (în unele contexte se poate folosi și termenul voiaj)  este drumul pe care îl face un om, folosind orice mijloc disponibil, pentru a ajunge în locuri relativ depărtate din punct de vedere geografic. 
Oamenii au călătorit încă din timpuri preistorice: inițial pentru a găsi alimente și, apoi, pentru comerț, explorări și plăcere. Unii au călătorit pe mari distanțe pentru a scăpa de pericol sau de oprimare. Cu toate acestea, abia din secolul XIX, odată cu apariția noilor mijloace de transport eficiente, călătoriile au devenit accesibile publicului larg. În 1990, existau 425 milioane de turiști în toată lumea.

## Turismul
Turismul a devenit cea mai dezvoltată industrie a lumii, tot mai multe persoane plecând de acasă pentru scurte perioade de timp. Deși majoritatea oamenilor merg să își vadă părinții și rudele sau să exploreze o nouă țară, unii iau scurte pauze pentru a merge în stațiuni balneare, iar alții iau parte la tururi educative. Oamenii mai călătoresc, de asemenea, pentru a lua parte la întâlniri de afaceri.

## Migrația
De-a lungul secolelor, oamenii și-au părăsit țările de origine, căutând o viață mai bună, fugind de foamete, războaie sau necazuri. Între anii 1892 și 1954, Statele Unite s-au confruntat cu cel mai mare val migraționist, când aproape 17 milioane de oameni au ajuns în New York înainte de a se stabili în alte părți ale țării. Alte destinații preferate de cei care căutau o viață nouă includeau Australia.